# Блеонц, Клаудиу
Клаудиу Блеонц (рум. Claudiu Bleonț; род. 17 августа 1959, Бухарест, Румыния) — румынский актёр театра и кино, а также телеведущий. Известен как ведущий программы «Воскресенье вместе с семьёй» (рум. Duminica în familie) на канале TVR1.

## Биография
Родился и вырос в Бухаресте, столице Румынии. Учился в местной немецкой школе Colegiul German Goethe, с 1979 по 1983 посещал Национальный университет театра и кино «И. Л. Караджале». После выпуска из университета выступал на сцене Национального театра вплоть до 2003 года.
Дебютировал на широком экране в 1982 году, впоследствии часто играл второстепенные роли в фильмах режиссёра Дана Пицы. В 1994 сыграл одну из центральных ролей в драме Лучиана Пинтилие «Незабываемое лето».
В 2000-х и 2010-х годах активно снимался в американских фильмах категории «Б», съёмки которых проходили в Румынии. Также Блеонц занимался дубляжом иностранных фильмов на румынский язык: так, например, он озвучивал роль Дракулы в румынской версии мультфильма «Монстры на каникулах».
В 2023 году исполнил роль румынского диктатора Николае Чаушеску в телесериале HBO Max «Шпион/Мастер».

## Личная жизнь
Первый брак с Ириной Тапалагой, заключённый в 1981, продлился пять лет и окончился разводом в 1986.
Вторая жена — Беатрис Ранча, театральный режиссёр. Супруги прожили в браке с 1986 по 2001.
С 2001 года женат на актрисе Андре Негулеску (рум. Andra Negulescu).

## Фильмография
| Год  |    | Русское название                              | Оригинальное название                          | Роль                   |
| ---- | -- | --------------------------------------------- | ---------------------------------------------- | ---------------------- |
| 1982 | ф  | Драма в лесу                                  | Concurs                                        | велосипедист           |
| 1984 | ф  | Поединок с тайной полицией                    | Sã mori rãnit din dragoste de viatã            | Горациу                |
| 1985 | ф  | Шаг вдвоем                                    | Pas în doi                                     | Михай                  |
| 1988 | ф  | Белое кружевное платье                        | Rochia albă de dantelă                         | доктор Юга             |
| 1994 | ф  | Незабываемое лето                             | Un été inoubliable                             | капитан Петре Думитриу |
| 2000 | тф | Князь Дракула                                 | Dark Prince: The True Story of Dracula         | султан Мехмед II       |
| 2003 | тф | Королева воинов                               | Boudica                                        | Оссак                  |
| 2003 | ф  | Влад                                          | Vlad                                           | Влад II Дракул         |
| 2005 | ф  | Дракула 3: Наследие                           | Dracula III: Legacy                            | Богдан                 |
| 2005 | ф  | Возвращение живых мертвецов 5: Рэйв из могилы | Return Of The Living Dead 5: Rave To The Grave | агент Альдо Серра      |
| 2009 | ф  | Последняя надежда человечества                | Against the Dark                               | хирург                 |
| 2009 | тф | Анаконда 4: Кровавый след                     | Anacondas: Trail of Blood                      | Армон                  |
| 2010 | ф  | Рождённый побеждать                           | Born to Raise Hell                             | Сорин                  |
| 2012 | ф  | Оборотень: Зверь среди нас                    | Werewolf: The Beast Among Us                   | балканский охотник     |
| 2014 | ф  | Хороший человек                               | A Good Man                                     | Владимир               |
| 2015 | ф  | Наемник: Отпущение грехов                     | Absolution                                     | Джон                   |
| 2016 | ф  | Под прицелом                                  | End of a Gun                                   | Шовен                  |
| 2017 | ф  | Убийство Салазара                             | Killing Salazar / Cartels                      | Эмилиан                |
| 2023 | с  | Шпион/Мастер                                  | Spy/Master                                     | Николае Чаушеску       |